# Besnilo (roman)
Besnilo je roman srpskog pisca Borislava Pekića. Objavljen je 1983. godine. Žanrovski se određuje kao triler i horor. Radnja romana fokusirana je na londonski aerodrom Hitrou koji pogađa epidemija veštačkog mutant-virusa besnila koje avionom dospeva na Hitrou tokom leta na relaciji Rim-London-Njujork avio-prevoznika Alitalija. Roman obrađuje i teme mnogo dublje od puke zaraze, kao što je špijunaža, izdaja, ali i plamteći sukob na relaciji Palestina-Izrael.

## Radnja
Roman prati nekoliko različitih paralelnih radnji.
Tokom Hladnog rata, 80-ih godina XX veka, SSSR i Ujedinjeno kraljevstvo pokušavaju da sklope sporazum o delimičnom razoružavanju koji treba da proizvede velik odjek u svetskoj javnosti i napredak na relaciji Moskva-London. Nakon postignutih pregovora, delegacija Sovjetskog Saveza treba, uz sve počasti, biti ispraćena sa Hitroua. Pukovnici Donovan i Rasimov igraju prljavu špijunsku igru u kojoj je svaki od njih dvojice - izdajnik.
Danijel Leverkin pisac sulude mašte, upušta se u pokušaj da u stvarnom životu svojom maštom izazove nemire na aerodromu i smaknuće Sovjeta u tzv. „Operaciji Dioskuri”. Njegov saučesnik je ćerka norveškog ambasadora, Luis Sorensen, jevrejsko siroče i zatočenik mračne tajne svog izgubljenog porekla. Nije ni svestan da će postati ono što nikada nije cenio - hroničar događaja.
Dr Luk Komarovski po poreklu Poljak, a po zanimanju doktor, odbrojava svoje poslednje dane kao šef aerodromske klinike. Kao što je pobegao od žene i sina, pobeći će i od saradnice Tamaran, koju voli. Nekada je bio ugledni naučnik, mikrobiolog koji je sa svojim mentorom Libermanom i „jevanđelistima” (Metjuom Laverikom, Džonom (Jovanom) Hamiltonom i Koro Devero, koju su zvali Mark) radio na projektu koji je neslavno završio Libermanovim izbeglištvom. Okrutnom igrom sudbine Luk Komarovski beležiće gubitak za gubitkom, sve do smrti.
Gabrijel ne zna ko je. Niti zna šta traži na Hitrou. Njegovi snovi o Senci koja se nadvila nad čovečanstvom obistiniće se baš danas, i baš ovde. Zna da će mu u tome pomoći Su Dženkins. Ona će mu biti Arijadna, a on Tezej celog čovečanstva.
Nakon što kokpit zahteva prednost pri sletanju na Hitrou, avion Alitalije aterira na londonski aerodrom. Časna sestra Tereza prikazuje znake misteriozne bolesti. Komarovski sumnja na neku vrstu tropske bolesti, groznice ili malarije, imajući u vidu da majka Tereza dolazi iz nigerijskog manastira. Sa časnom sestrom, na Hitrou istim avionom sleće i prenosnik zaraze. Pas Šeron, prisvojeni ljubimac dečaka sa leta, a ništa drugo do prvozaražena opakim virusom koji joj je preneo divlji pas na izraelsko-palestinskoj granici. Žrtva laboratorijski sintetisanog virusa, čiji je tvorac dr Liberman, poznat i kao zloglasni dr Štadler, pionir bio-inženjeringa i masovni ubica Aušvica.
Kako se virus nezadrživo širi, više od četvrt miliona ljudi na Hitrou će potpuno podivljati. Neki od besnila, neki od sopstvenih demona. Preživelih neće biti.
U večnoj borbi između dobra i zla, duboko u kanalizacionim odvodima Hitroua, kada ceo Hitrou bude u ruševinama, a sve maske odavno razbijene o tlo, oba aktera zadovoljiće se postignutim: Šenon će pobeći, a Gabrijel preživeti.